# Kaisu-Mirjami Rydberg
Karin Aino Mirjam (Kaisu-Mirjami) Rydberg, född 27 april 1905 i Mäntsälä, död 31 augusti 1959 i Helsingfors, var en finländsk journalist och politiker. 
Rydberg var verksam som redaktör i socialdemokratiska huvudorganet Suomen Sosialidemokraatti 1933–1939 och tillhörde redaktionen för Vapaa Sana 1940–1941 och 1944–1948. Senare var hon bland annat från 1956 litterär chef vid det folkdemokratiska förlaget Kansankulttuuri Oy. Hon var även verksam som författare och använde då pseudonymen Karin Alm. 
Rydberg var ledamot av Finlands riksdag 1939–1948, under den första tiden för socialdemokraterna, men då hon kom att ingå i de så kallade sexlingarna och hölls fängslad under fortsättningskriget blev hon i stället representant för Demokratiska förbundet för Finlands folk (DFFF). Hon var medlem av Finlands kommunistiska partis styrelse 1945–1948.